# Challenger DCNS de Cherbourg 2008
Il Challenger DCNS de Cherbourg 2008 è stato un torneo di tennis facente parte della categoria ATP Challenger Series nell'ambito dell'ATP Challenger Series 2008. Il torneo si è giocato a Cherbourg in Francia dal 25 febbraio al 2 marzo 2008 su campi in sintetico (indoor) e aveva un montepremi di €42 500+H.

## Vincitori

### Singolare
Thierry Ascione ha battuto in finale  Kristian Pless con il punteggio di 7–5 7–6(5)

### Doppio
Florin Mergea /  Horia Tecău hanno battuto in finale  Jean-Claude Scherrer /  Marcio Torres con il punteggio di 7–5 7–5